# Plasticità strutturale
La plasticità strutturale è un particolare tipo di plasticità neuronale (insieme alla plasticità intrinseca relativa alle proprietà elettriche intrinseche dei neuroni, alla plasticità sinaptica relativa all'efficienza di trasmissione sinaptica e alla neurogenesi capace di introdurre nuovi elementi neuronali in un circuito) che consiste nella capacità di modificare la morfologia dei neuroni o delle reti che formano nel sistema nervoso.
Questa include modificazione dei dendriti o delle spine dendritiche, modificazioni degli assoni dei neuroni o formazione di nuovi neuroni (neurogenesi).
Processi di plasticità strutturale avvengono in maniera spontanea, durante la normale attività neuronale o i processi di memoria e apprendimento, o in reazione a lesioni.